# Forteresse de Kamianets
La forteresse de Kamianets-Podilskyï (en ukrainien : Кам'янець-Подільська фортеця, Kam'ianets'-Podil's'ka fortetsia) est située dans la ville ukrainienne de Kamianets-Podilskyï, ancienne capitale de la Podolie. Elle est l’un des monuments architecturaux les plus importants en Ukraine. 

## Histoire
Le château d’origine fut probablement construit avant l'invasion mongole et a donné son nom à la ville. La forteresse existante fut construite par la famille princière Koriatovich, une branche de la maison de Gediminas. Entourée par la gorge de Kamianets formée par la Smotrytch, elle fut le principal rempart de la puissance lituanienne en Podolie, après 1362, et résista par la suite à de nombreux sièges ottomans. Elle était connue en Pologne-Lituanie comme « l'ultime bastion de la chrétienté ».
Le château dispose de douze tours et présente un plan très irrégulier. Les fortifications de bois ont été reconstruites en pierre vers 1550. Après que la Podolie fut passée aux mains des Turcs, en 1672, un grand pont menant à la forteresse y fut construit ; il est encore appelé le pont des Turcs.
Classé, avec son environnement comme parc réservé en 1928, il est transformé en musée. Il commence à être rénové, puis classé réserve historique en 1947. Des travaux archéologiques s’enchaînent puis il devient en 1977 réserve historique et architecturale nationale. En 2007, il est élu comme l'une des Sept merveilles d'Ukraine à la troisième place. Il est inscrit au Registre national des monuments d'Ukraine sous le  numéro : 68-104-9007.

### Dans l'art

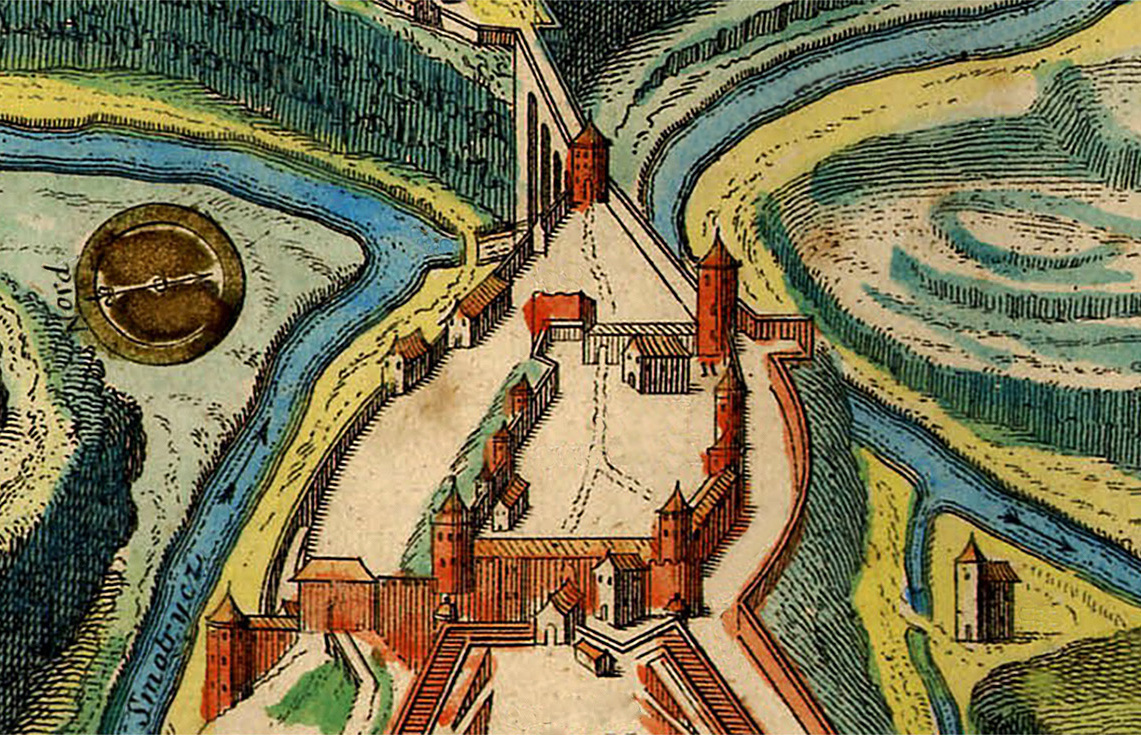
Carte de Nicolas de Fer en 1691
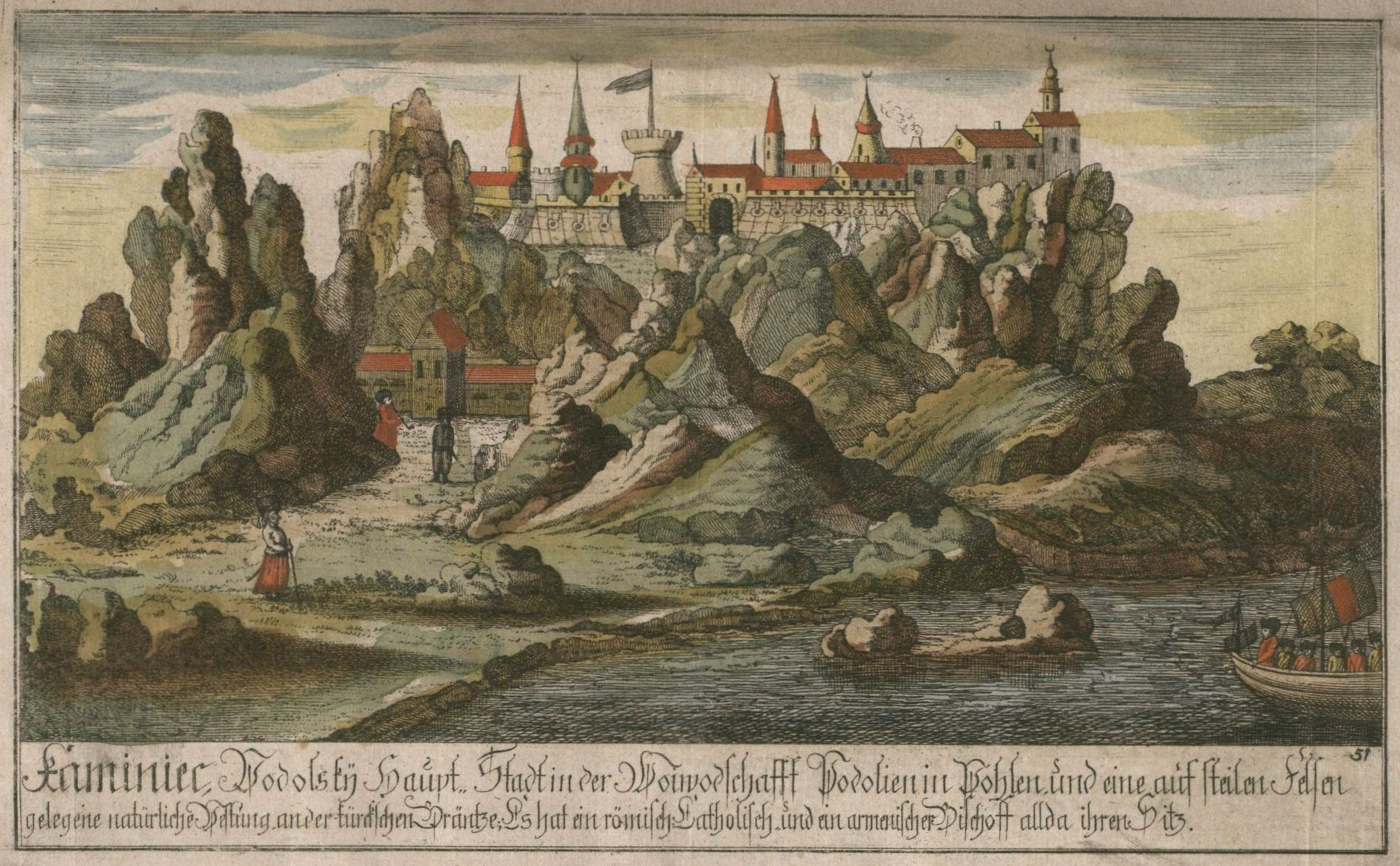
La forteresse sur une gravure de la fin du XVIIIe siècle
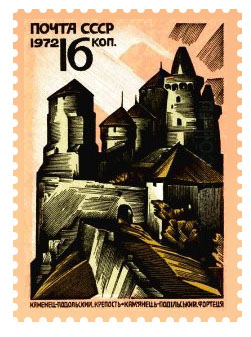
Timbre de 16 kopecks de 1972
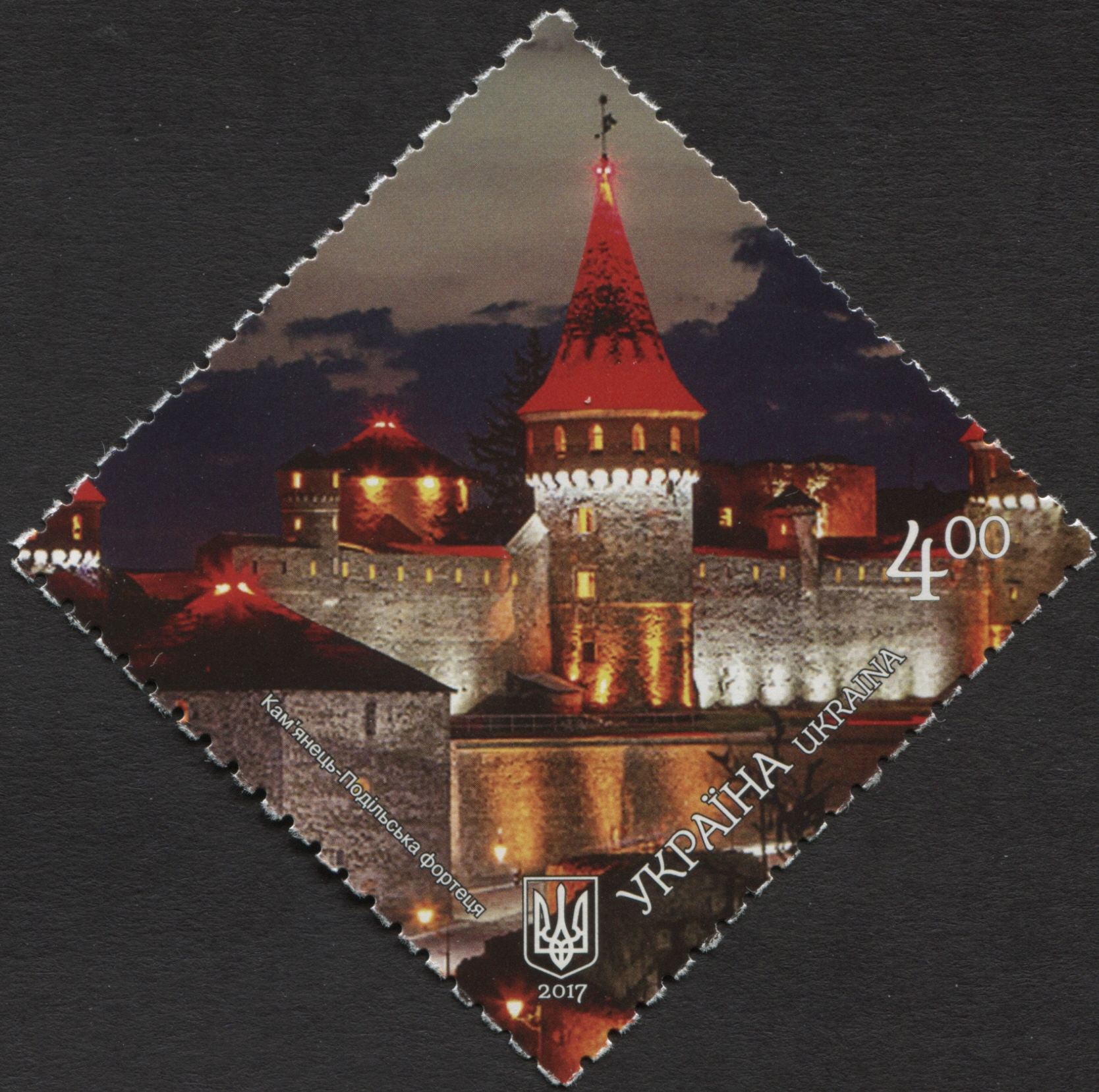
Timbre de quatre Hrivna de 2017
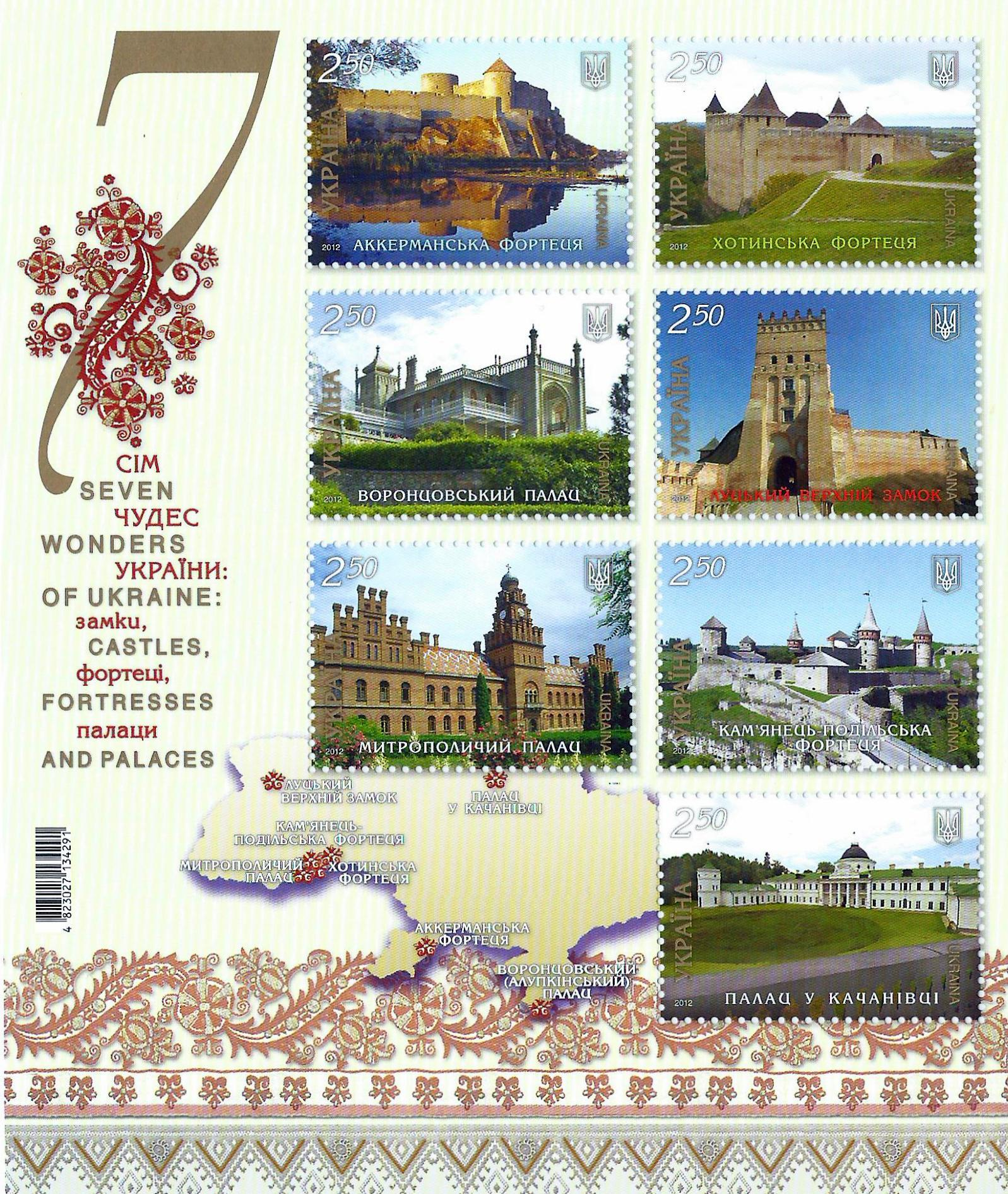
La forteresse représentée sur le timbre des sept merveilles d'Ukraine.

## En images

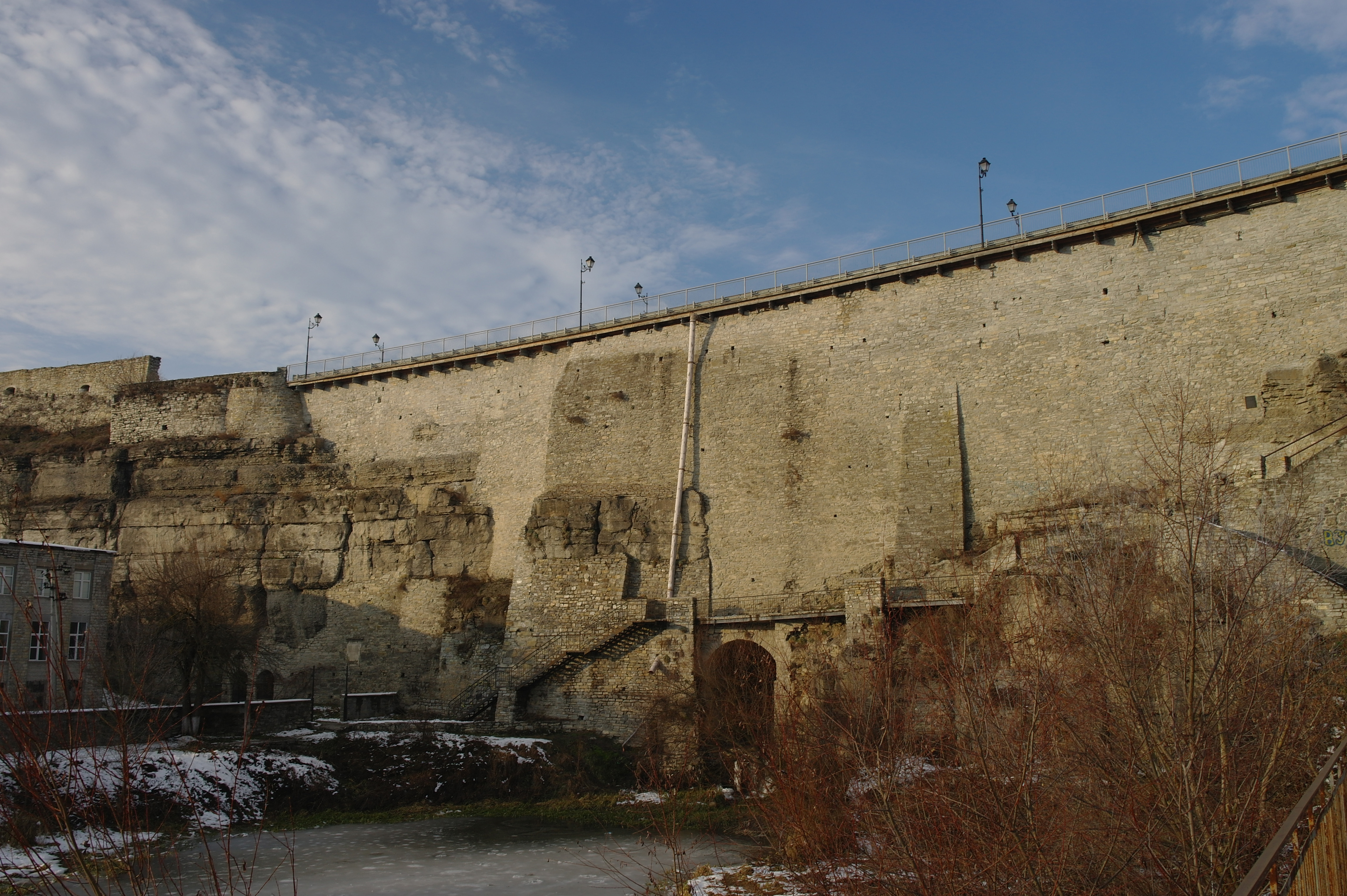
Le pont des Turcs
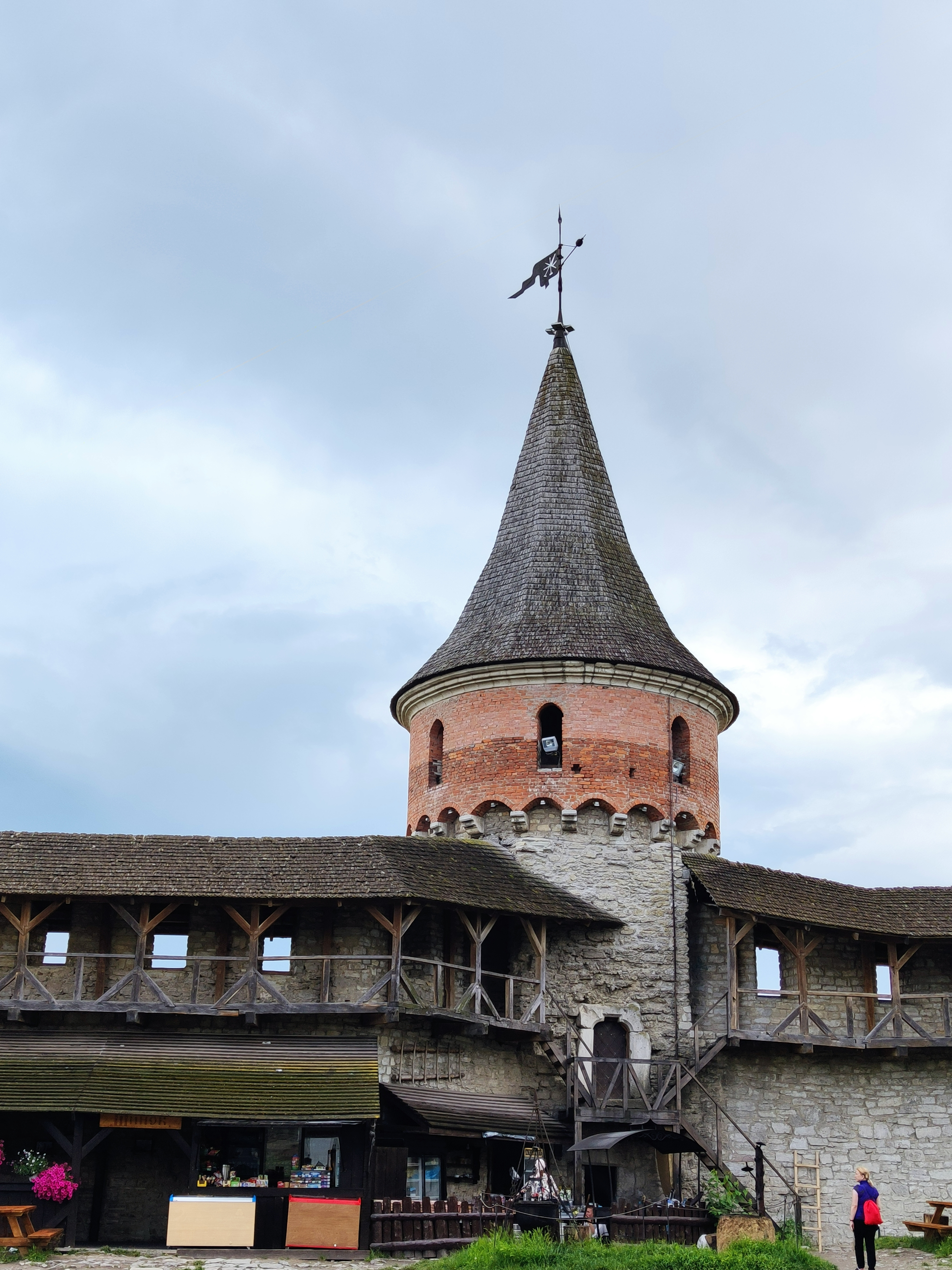
Une tour de la forteresse
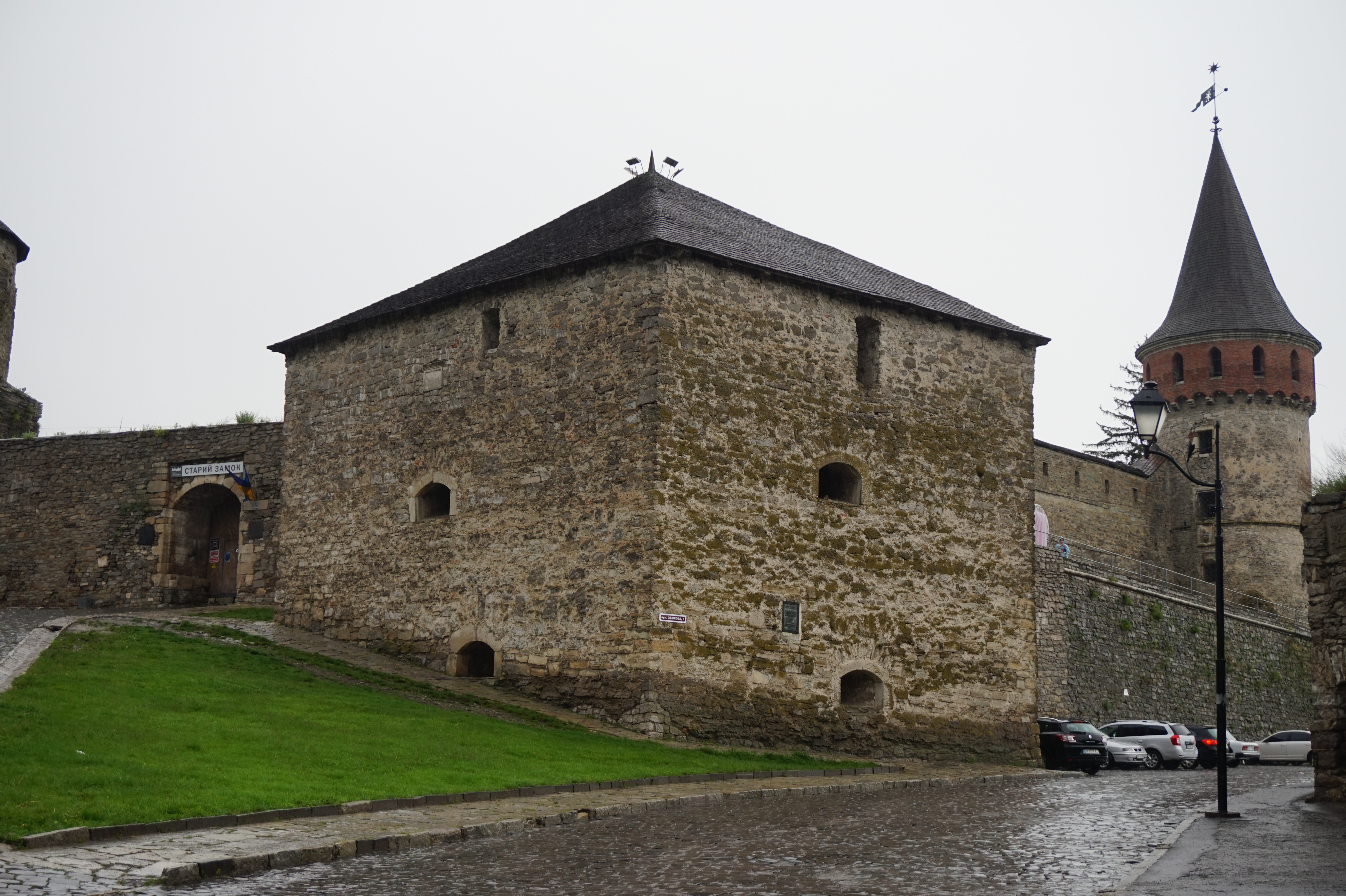
La tour n°1 carrée
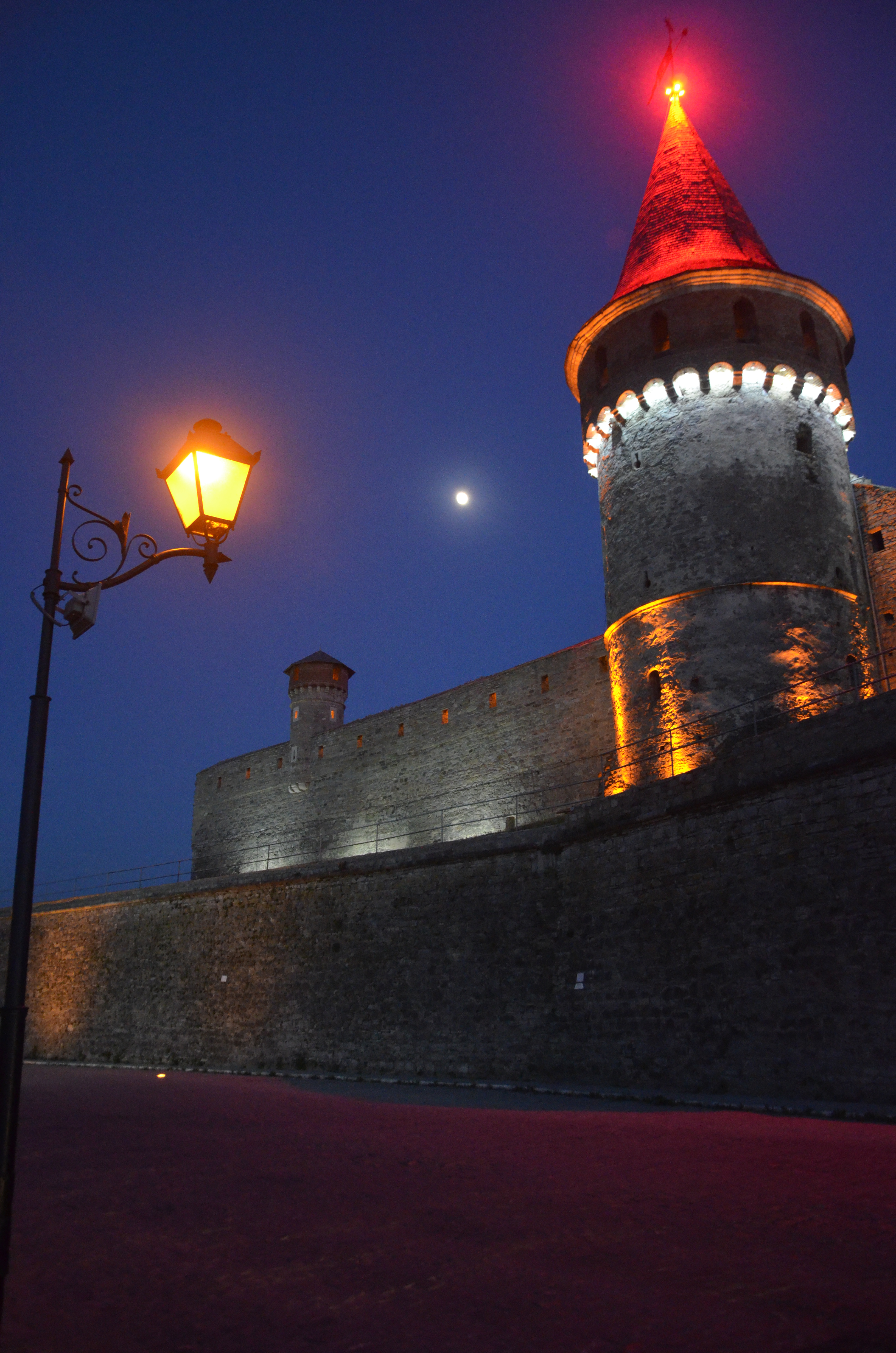
La tour n°2
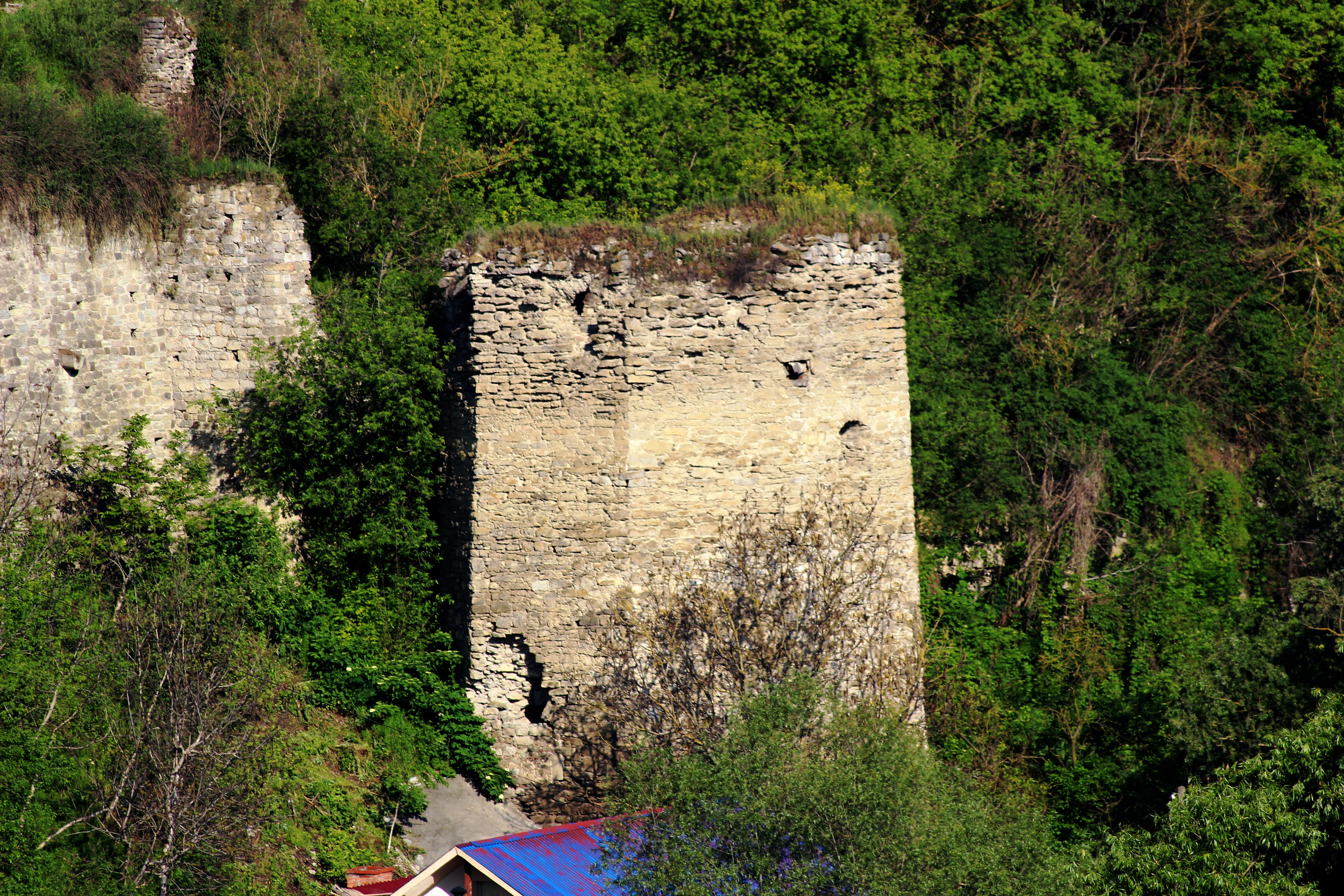
La tour n°5
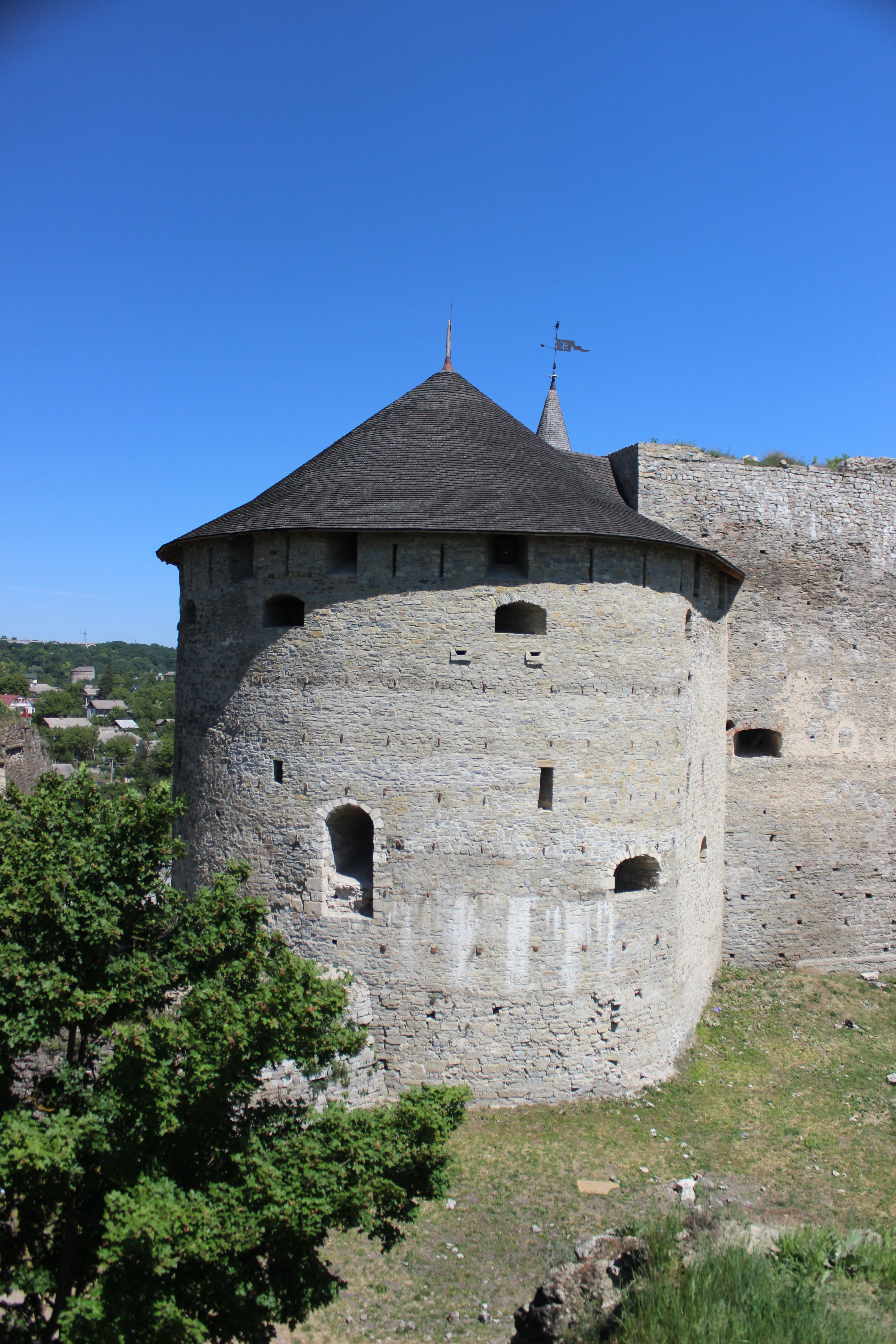
La tour n°7
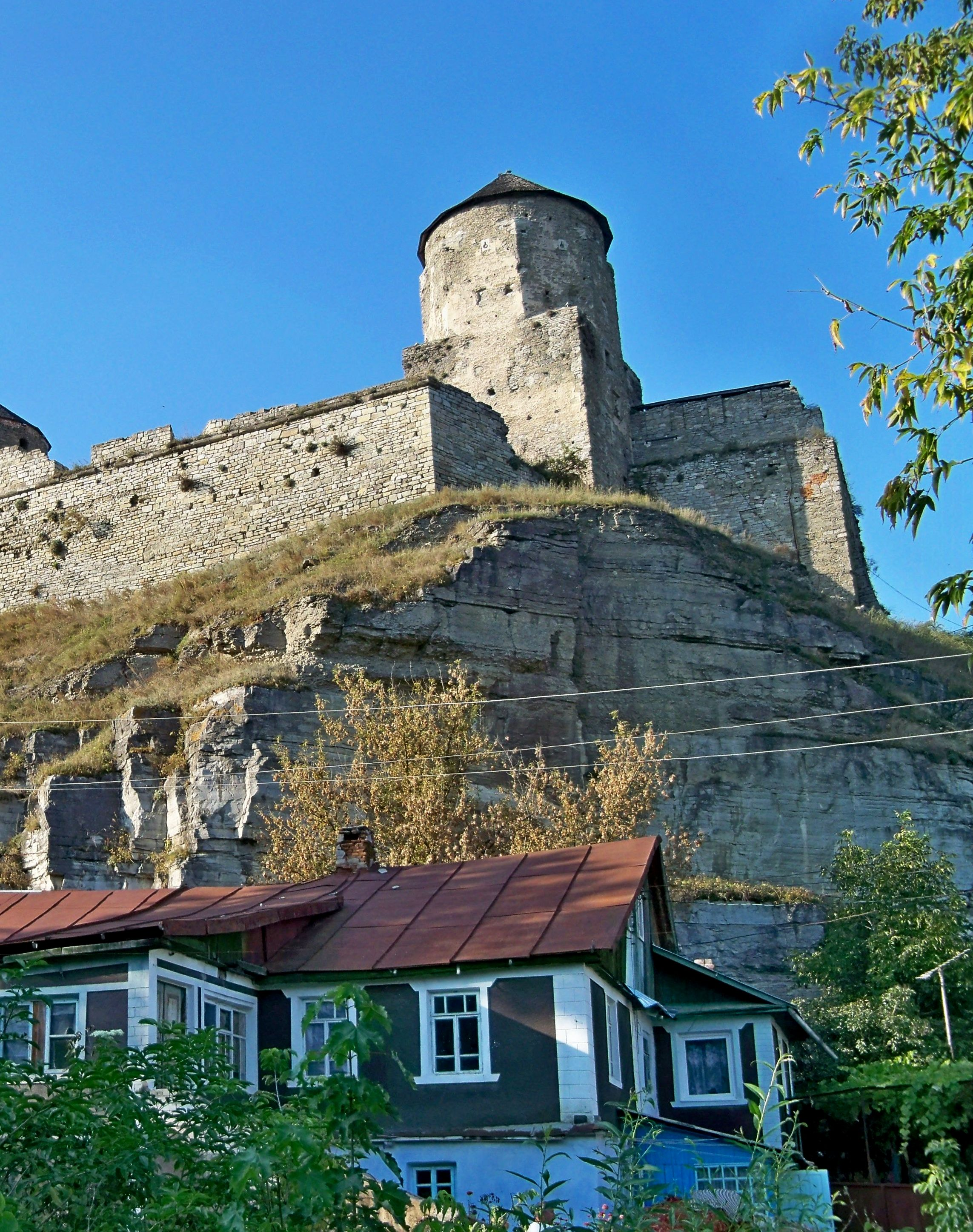
La tour N°12
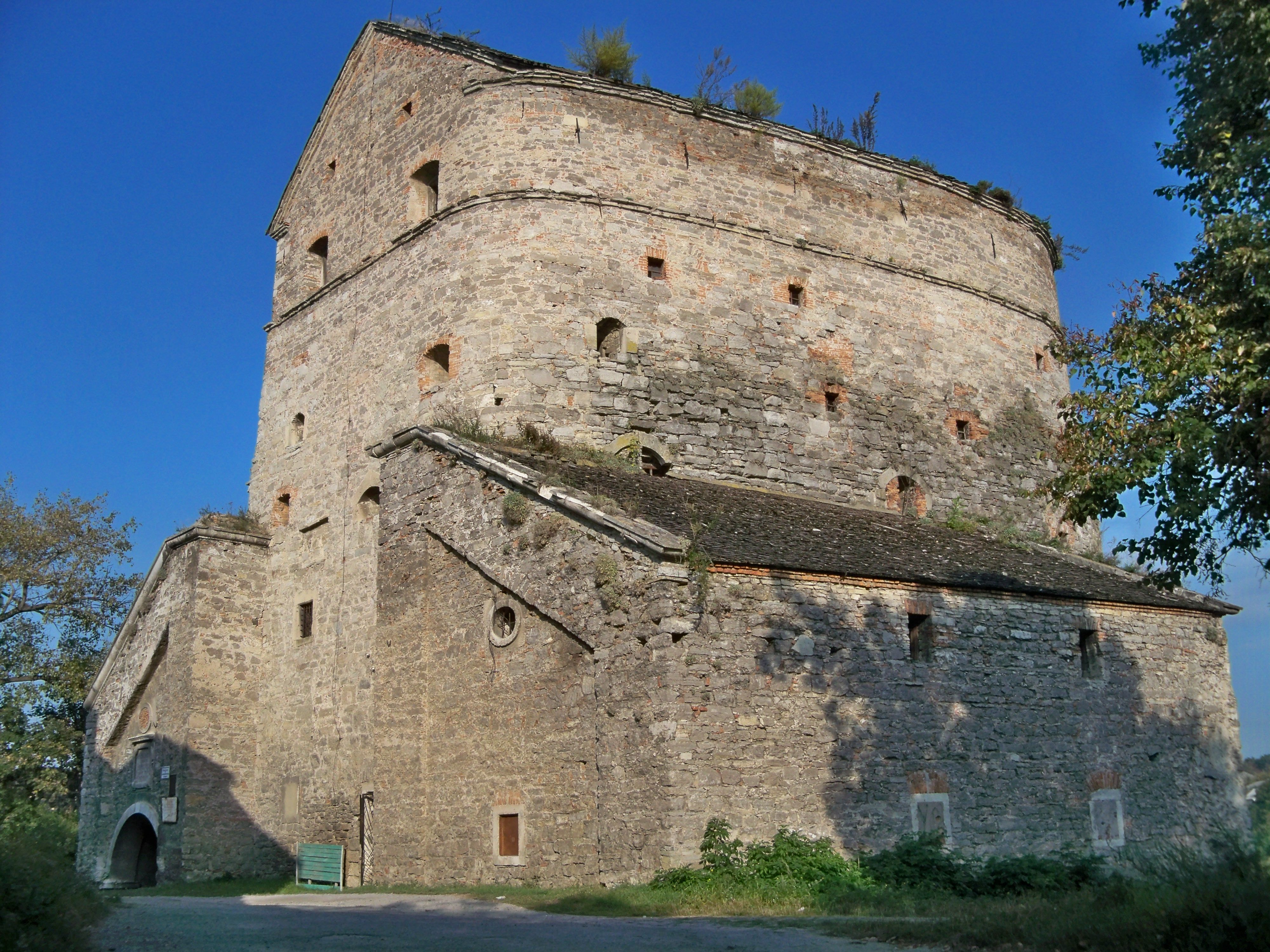
La tour Étienne Báthory
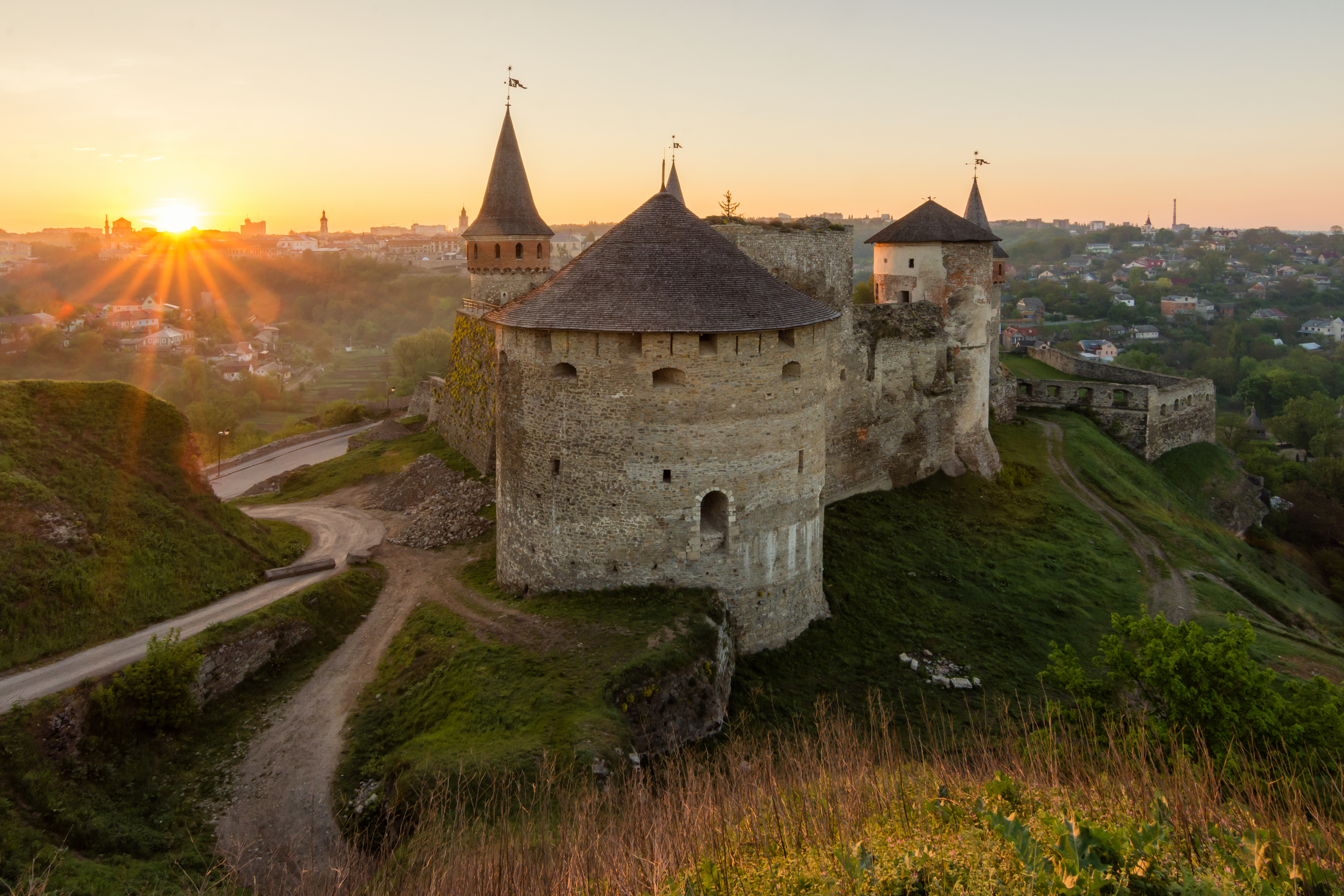
La forteresse